# Guépard géant d'Eurasie
Acinonyx pardinensis
Pour les articles homonymes, voir Guépard (homonymie).
Espèce
Le guépard géant d'Eurasie (Acinonyx pardinensis) est une espèce de félins qui a vécu durant le Pliocène et le Pléistocène et s'est éteinte durant la fin de la dernière glaciation. Il fait partie du genre Acinonyx, dont le seul représentant actuel est le guépard.

## Description

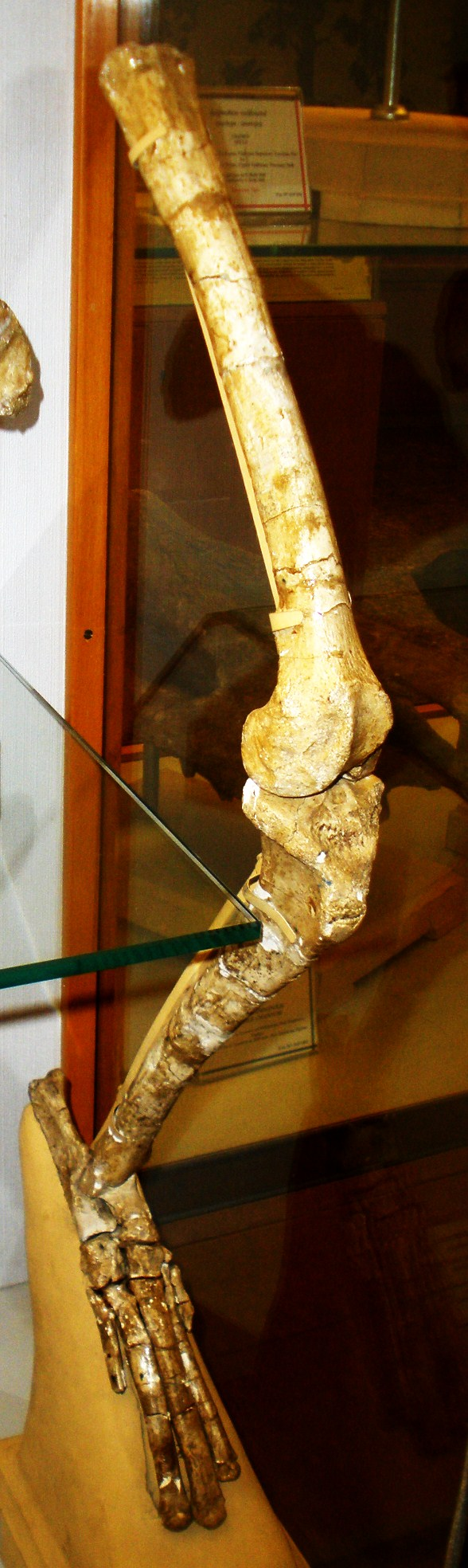
Fossiles d'une patte arrière au musée d'histoire naturelle de l'Université de Florence, en Italie.

Ce représentant du genre Acinonyx ressemblait énormément au guépard actuel, hormis sa taille proche de celle du lion moderne. Son corps était également taillé pour la course. Il pesait 79,37 à 100 kg (voire 110 kg), une longueur du corps de 200 cm de la tête à la croupe, sans compter une queue de 140 cm et une hauteur au garrot de 90 cm en moyenne.

## Répartition géographique et stratigraphique

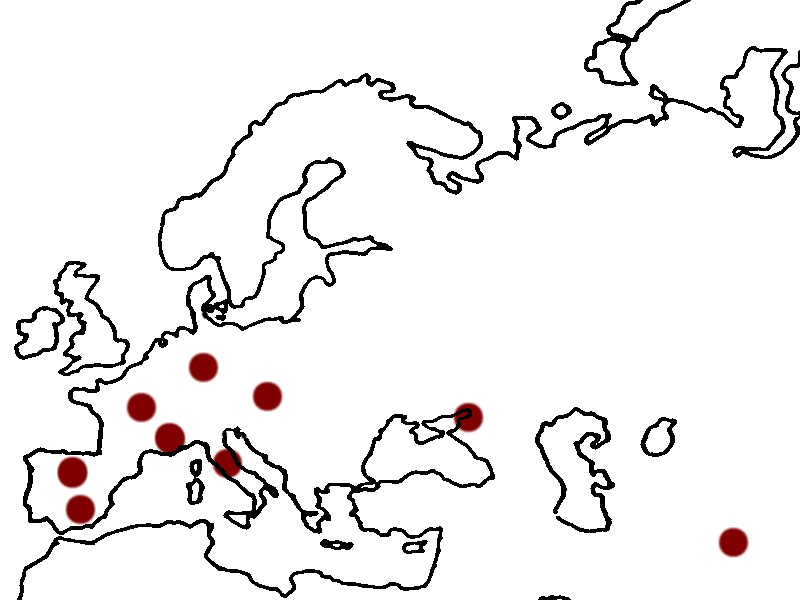
Répartition des sites où ont été découverts des restes d’Acinonyx pardinensis.

Comme le dit son nom, le guépard géant d'Eurasie peuplait une grande partie de l'Europe et de l'Asie. Des fossiles d’Acinonyx pardinensis ont en effet été découverts en France, Espagne, Italie, Allemagne et Autriche pour l'Europe, et en Russie ainsi qu'au Tadjikistan pour l'Asie. La plus ancienne trace que l'on a de cette espèce date du Pliocène moyen, soit il y a environ 3,6 millions d'années. Les fossiles les plus récents datent de la fin du Pléistocène supérieur, soit la fin de la dernière période glaciaire,.

## Découverte récente

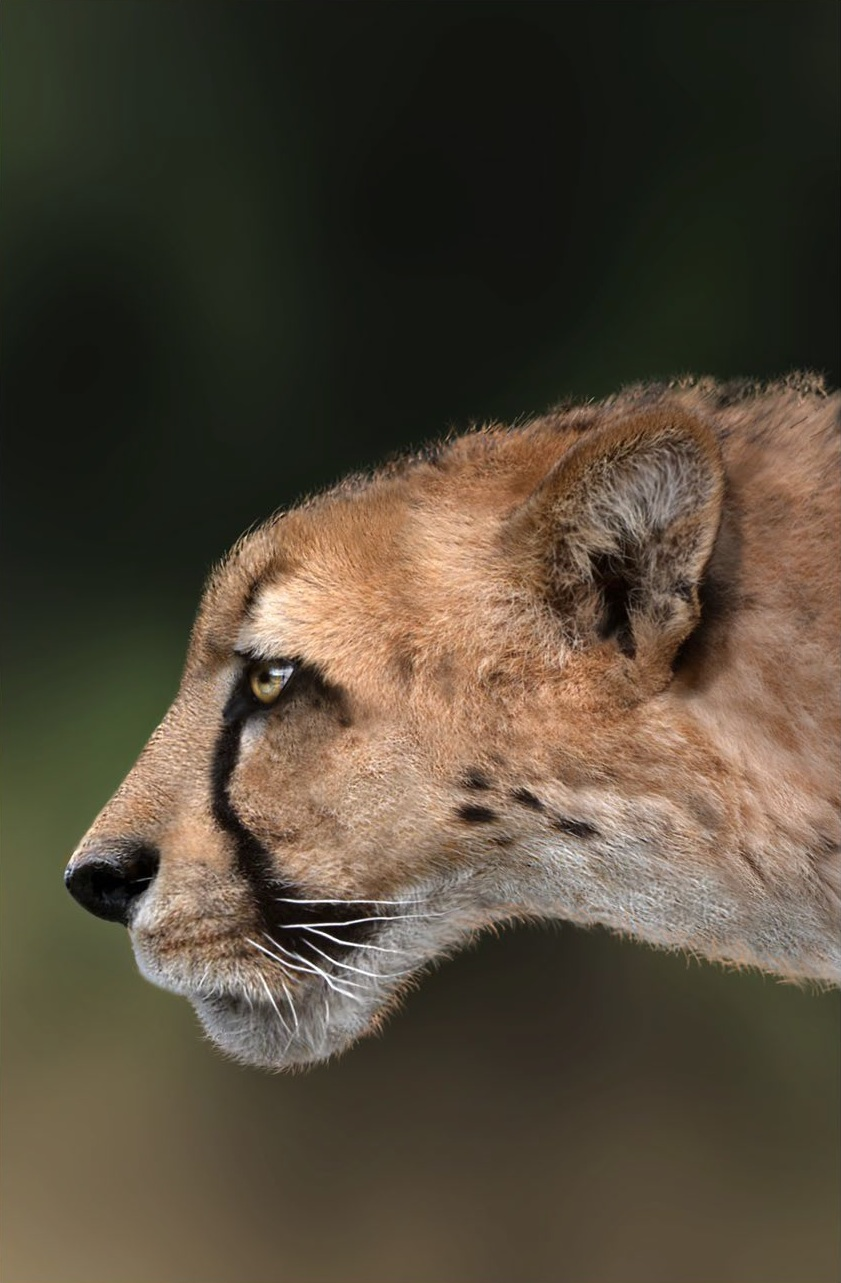
Reconstitution de la tête.

En mai 2018, l'étude d'un fossile d'un félin vieux de 1,5 million d'années et découvert au début du XXe siècle révèle sa véritable identité grâce aux rayons X de l'European Synchrotron Radiation Facility, un guépard Acinonyx pardinensis, pris pour un jaguar eurasien par la communauté scientifique pendant plus d'un siècle.